# Đường hầm Čremošniansky
Đường hầm Čremošniansky (tiếng Slovakia: Čremošniansky tunel) là một đường hầm một ray (còn gọi là đường hầm đường sắt đơn) và không có điện, nằm trên tuyến đường sắt Vrútky - Zvolen. Đường hầm này thuộc địa phận hai huyện Banská Bystrica, vùng Banská Bystrica, và huyện Turčianske Teplice, vùng Žilina, Slovakia. Đường hầm Čremošniansky là đường hầm đường sắt dài nhất ở Slovakia và cũng là đường hầm dài nhất ở Tiệp Khắc. Chiều dài của đường hầm là 4.697,15 mét.

## Lịch sử
Đường hầm Čremošniansky được xây dựng từ năm 1936 đến năm 1940 theo phương pháp đào hầm của Áo. Đường hầm định hướng được hoàn thành vào ngày 28 tháng 8 năm 1938. Nước là một vấn đề lớn trong quá trình xây dựng đường hầm này vì các tia nước liên tục xuất hiện trong quá trình đào. Thậm chí một năm sau khi việc xây dựng đường hầm hoàn thành, hơn 0,5 m³/s nước đã chảy ra khỏi đường hầm.

## Miêu tả
Ban đầu, đường hầm Čremošniansky được trang bị quạt để đảm bảo có đủ không khí lưu thông, cần thiết cho hoạt động của lực kéo hơi nước. Ngày nay, ở khoảng giữa đường hầm có một trục thông gió lớn thẳng đứng. Hệ thống thông gió khí thải từ đầu máy xe lửa với động cơ diesel đã được trang bị trong đường hầm Čremošniansky, bao gồm các động cơ có công suất 130 HP (khoảng 100 kW).